# نصب تذكاري وطني
معلم تذكاري وطني (بالإنجليزية: National monument)‏ هو نصب أو عنصر أو بناء أو مكان ذات قيمة تاريخية كبيرة، تُراثية كانت أو معمارية لبلد أو مجتمع ما، والتي يتم حمايتها وفق قوانين ذلك البلد أو المجتمع. ومن بين هذه الأمثلة، هناك الأعمال الفنية أو المباني التي تقع تحت حماية الدولة؛ أو الأعمال التي تقع تحت حماية الدولة لأهكيتها الثقافية أو الفنية.

## نظرة عامة
هناك العديد من سلاسل الهياكل والمناطق التي تُعتبر ذات أهمية وطنية وتستدعي بدورها حمايتها من قبل الدولة بوصفها تراثًا ثقافيًا. وعادة، ما تُسمى هذا مواقع التراث الوطني تسمية متباينة من دولة لأخرى، ويتم سردها وجردها من قبل مجتمعات المحافظة الوطنية. وعلى سبيل المثال، أدرجت رومانيا على الأقل نيلوفر اللوتس كمعلم تذكاري وطني.

### نصب تذكاري في العديد من البلدان
- النصب التذكاري للجندي المجهول في القاهرة عاصمة مصر تخليدًا للمصريين الذين فقدوا أرواحهم في حرب الاستنزاف وحرب أكتوبر 1973.
- النصب التذكاري للجندي المجهول في دمشق عاصمة سوريا لتذكير وتكريم الذين استشهدوا في الحروب مثل حرب الاستنزاف وحرب أكتوبر 1973.
- النصب التذكاري لشهداء بنزرت في تونس.
- نصب النهضة الأفريقية في العاصمة السنغالية داكار لتخليد ذكرى الاستقلال عن فرنسا.
- النصب التذكاري الوطني في جاكرتا عاصمة إندونيسيا مُمثلًا عن الثورة الوطنية الإندونيسية.
- النصب التذكاري الوطني تمثال الحرية في كل من نيوجيرسي ونيويورك.
- النصب التذكاري الوطني الهولندي في ساحة دام في أمستردام لإحياء ذكرى ضحايا الحرب العالمية الثانية والنزاعات المسلحة الأخرى التي تلتها.
- النصب التذكاري الوطني برج إيفل في باريس والذي يمثل الثورة الفرنسية.
- النصب التذكاري الوطني في إدنبرة عاصمة اسكتلندا، تخليدًا للجنود الذين ماتوا في الحروب النابليونية.
- النصب التذكاري الوطني في كوالالمبور، تخليدًا للذين ناضلوا من أجل الحرية في ماليزيا.
- النصب التذكاري الوطني في دكا، تخليدًا للذين ماتوا في حرب تحرير بنغلاديش.
- النصب التذكاري الوطني في إسلام آباد عاصمة باكستان.

## معرض صور

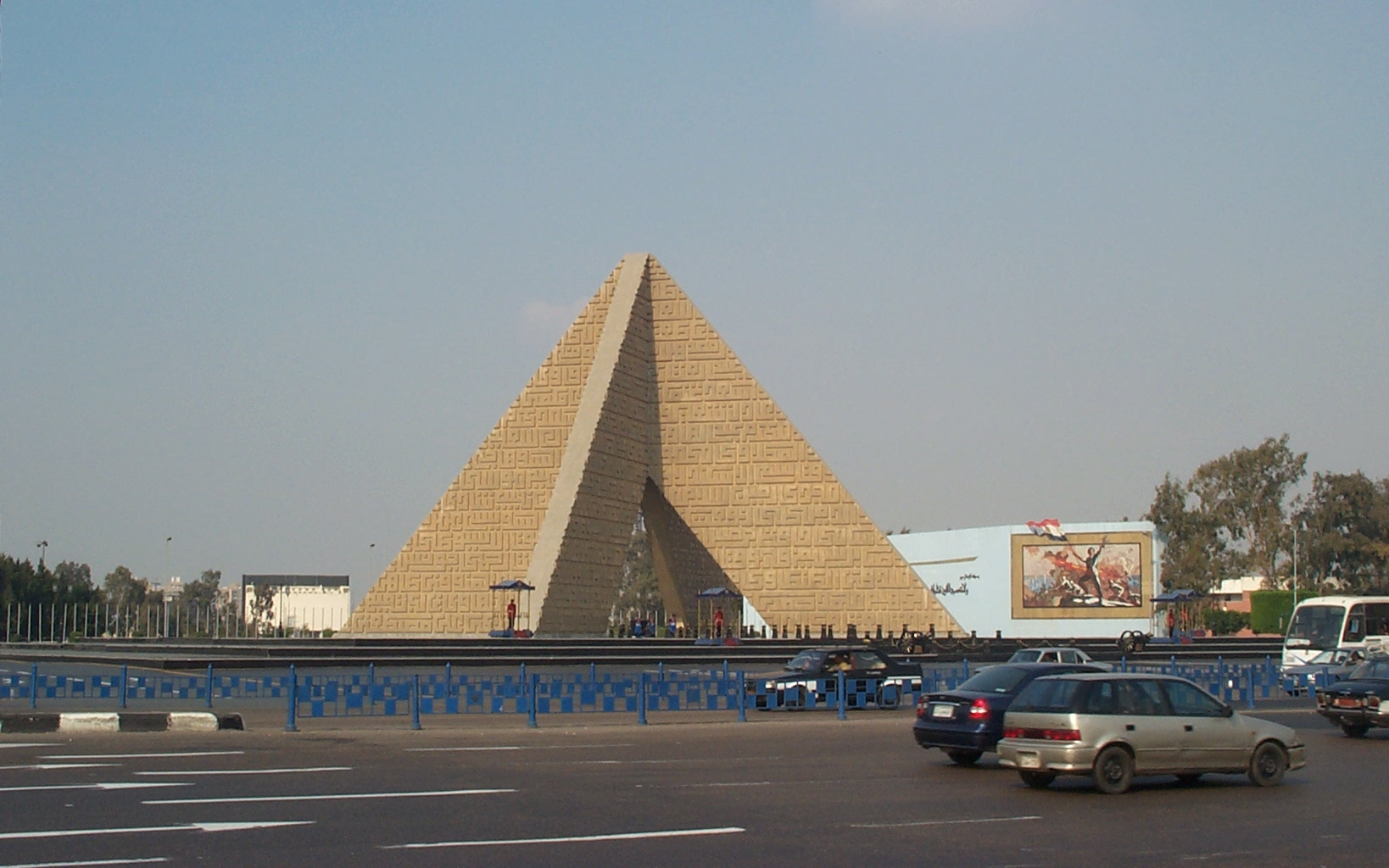
النصب التذكاري للجندي المجهول في القاهرة.
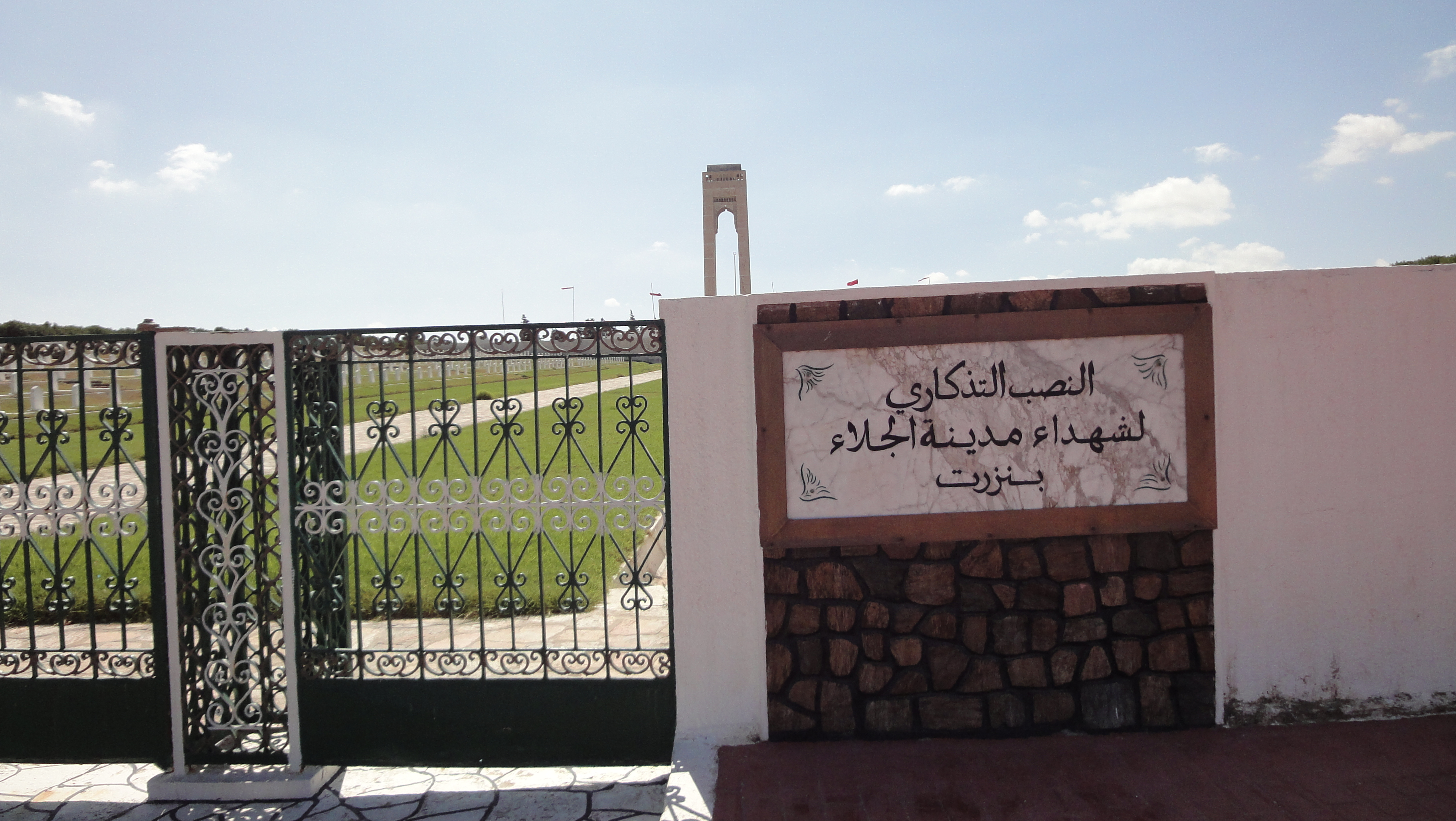
النصب التذكاري في بنزرت.
النصب التذكاري الوطني في جاكرتا.النصب التذكاري الوطني في جاكرتا.
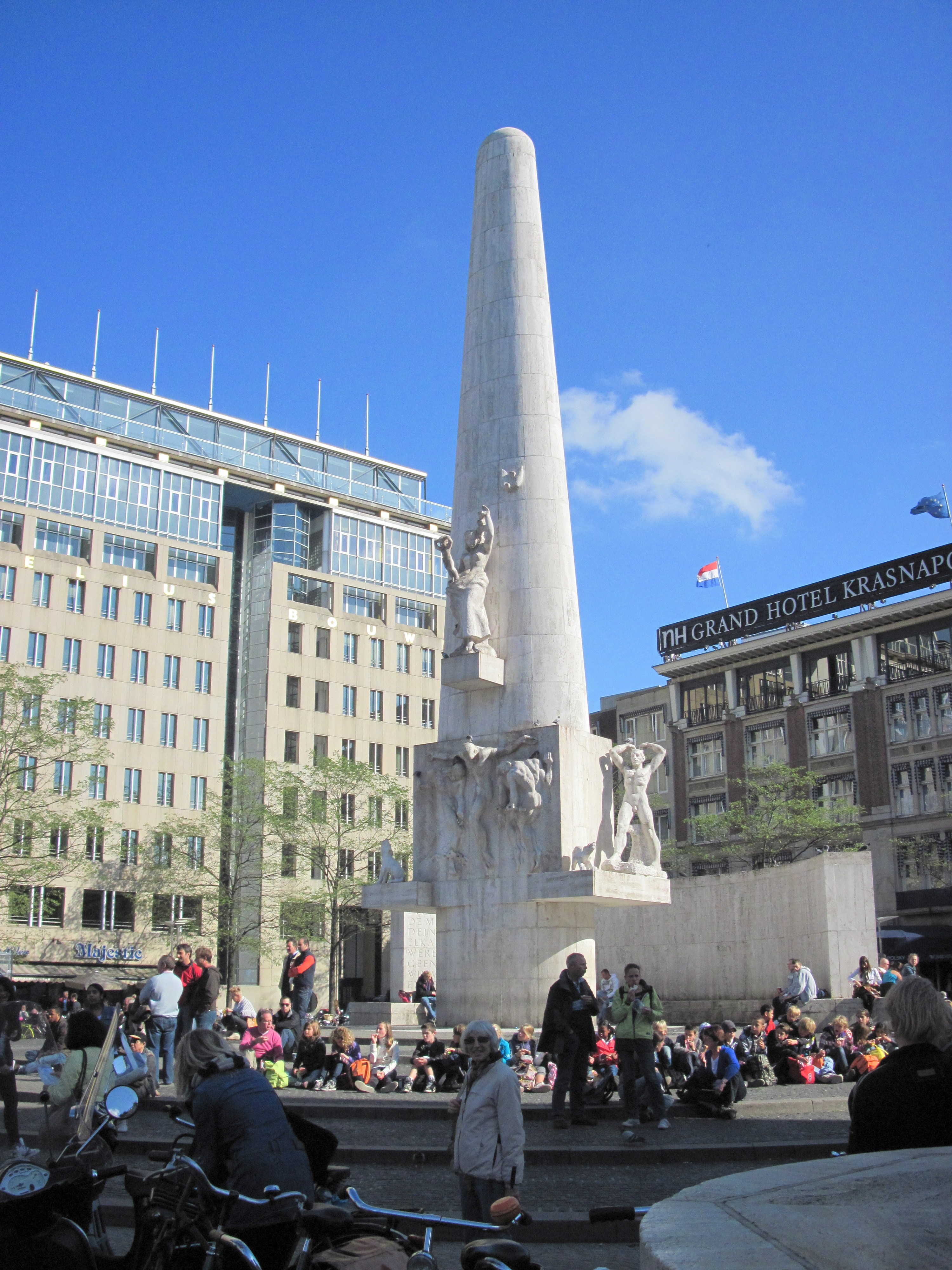
النصب التذكاري الوطني في أمستردام.
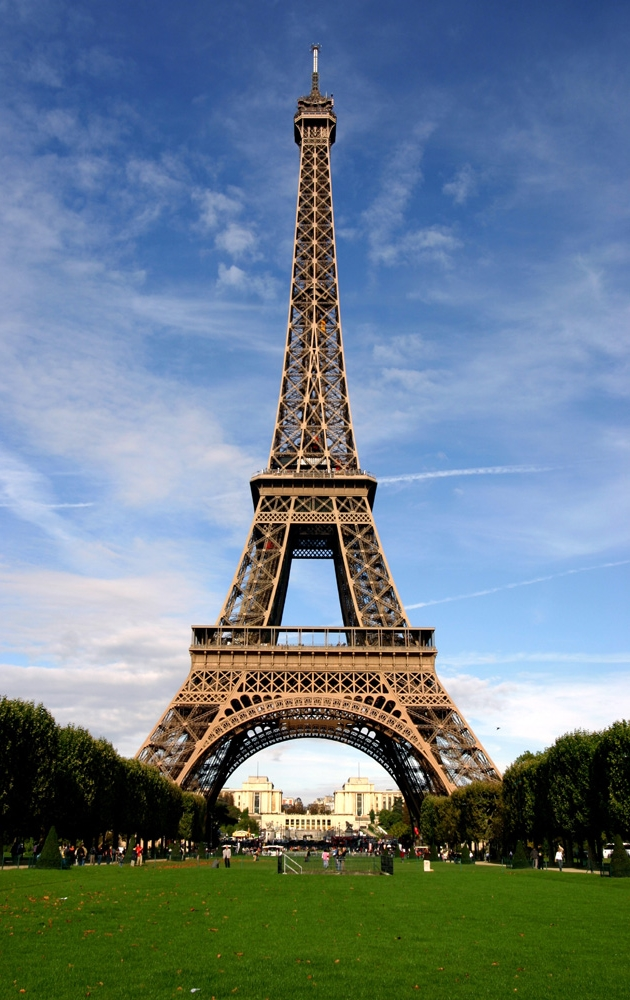
برج إيفل في باريس.
مقبرة شهداء الجيش العراقي - جنين
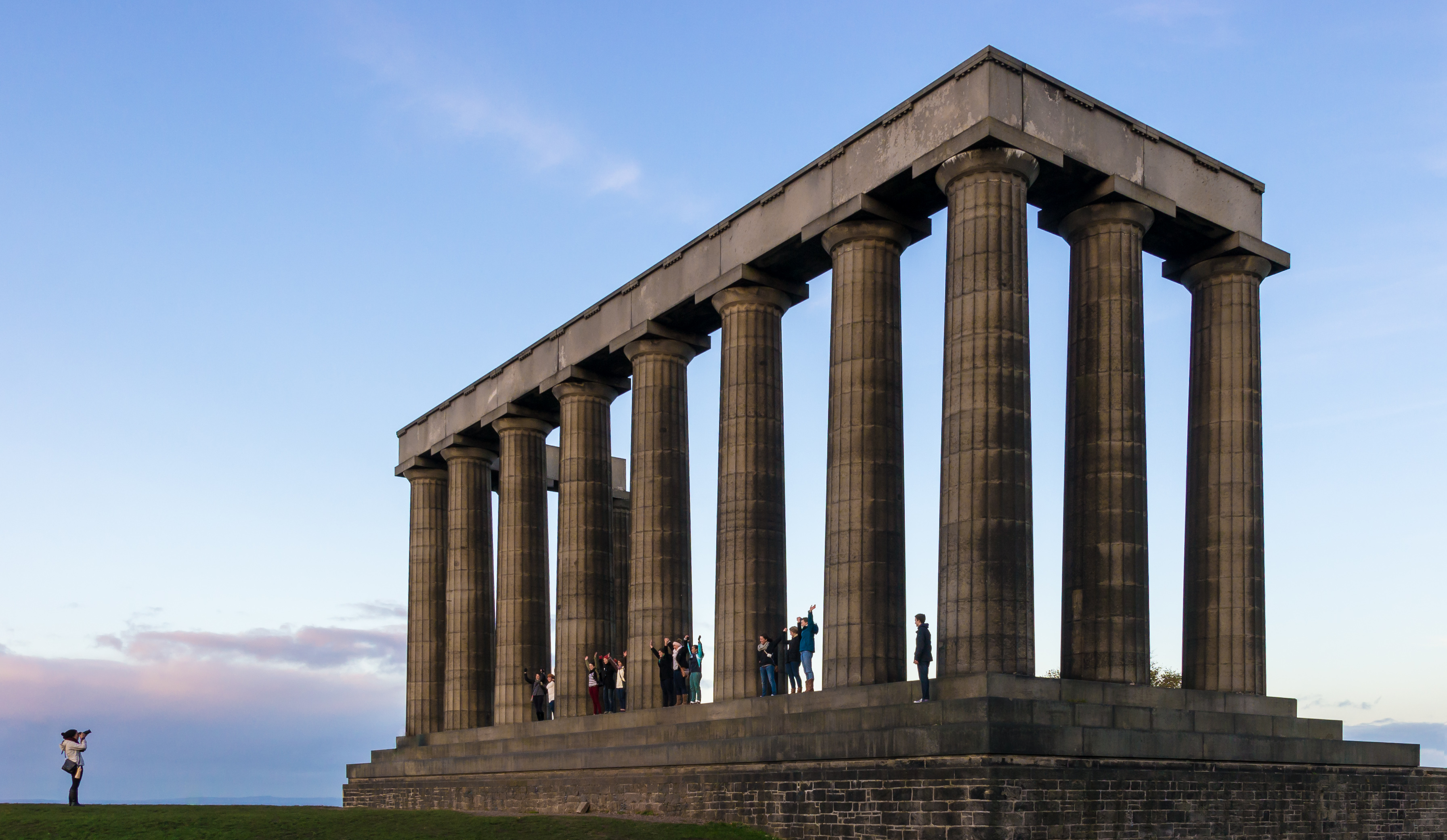
النصب التذكاري الوطني في إدنبرة.
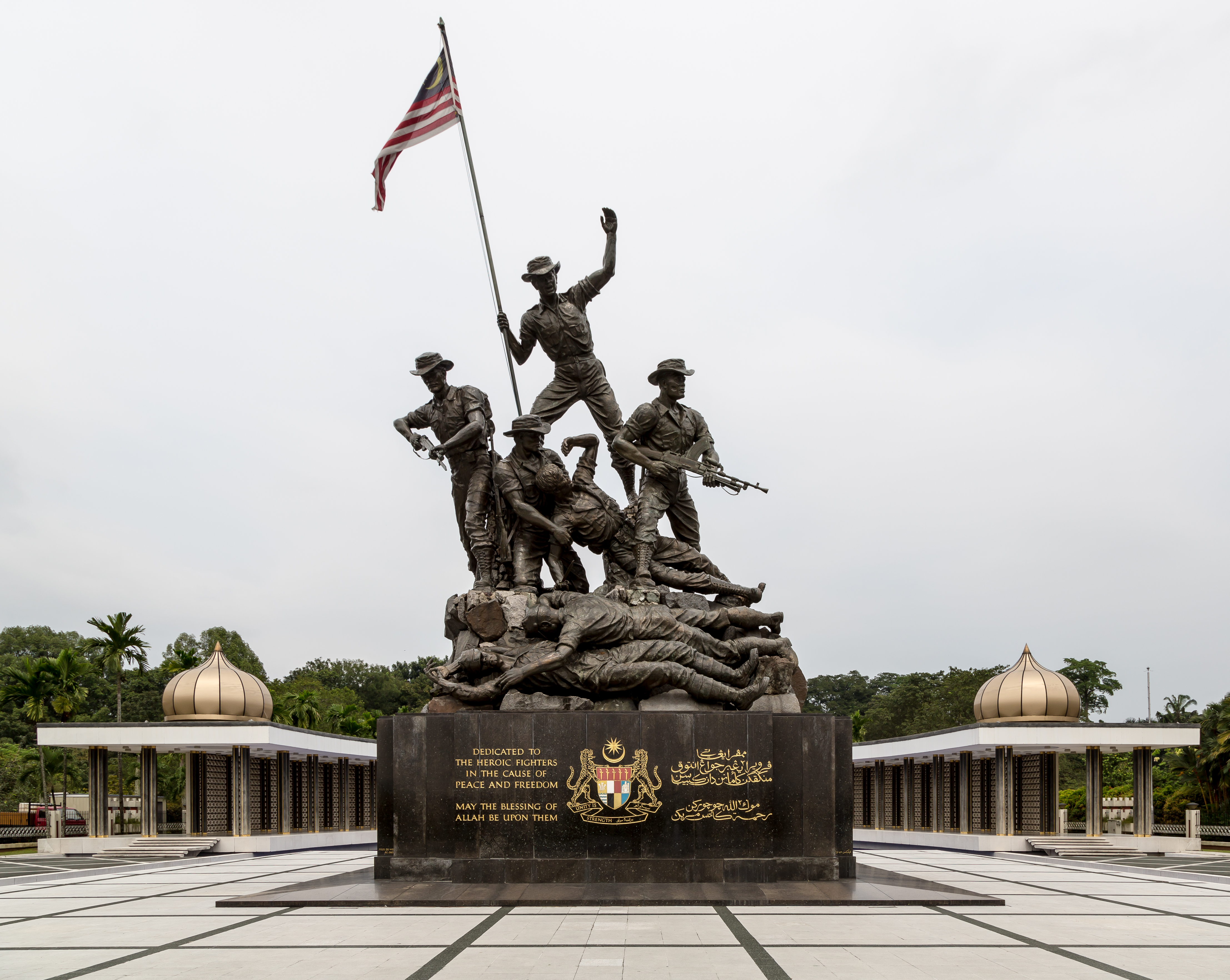
النصب التذكاري الوطني في كوالاموبور.
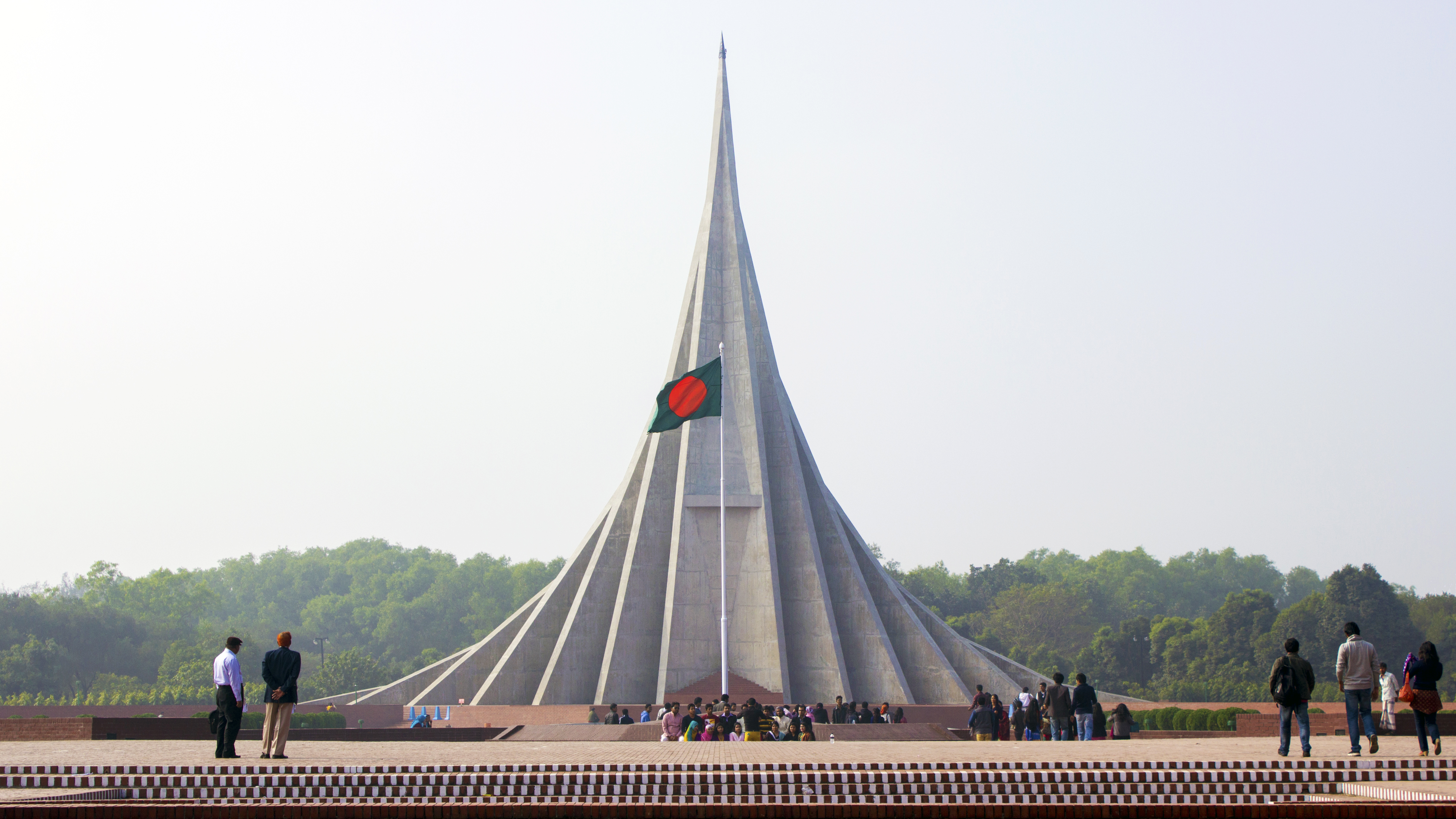
النصب التذكاري الوطني في دكا.
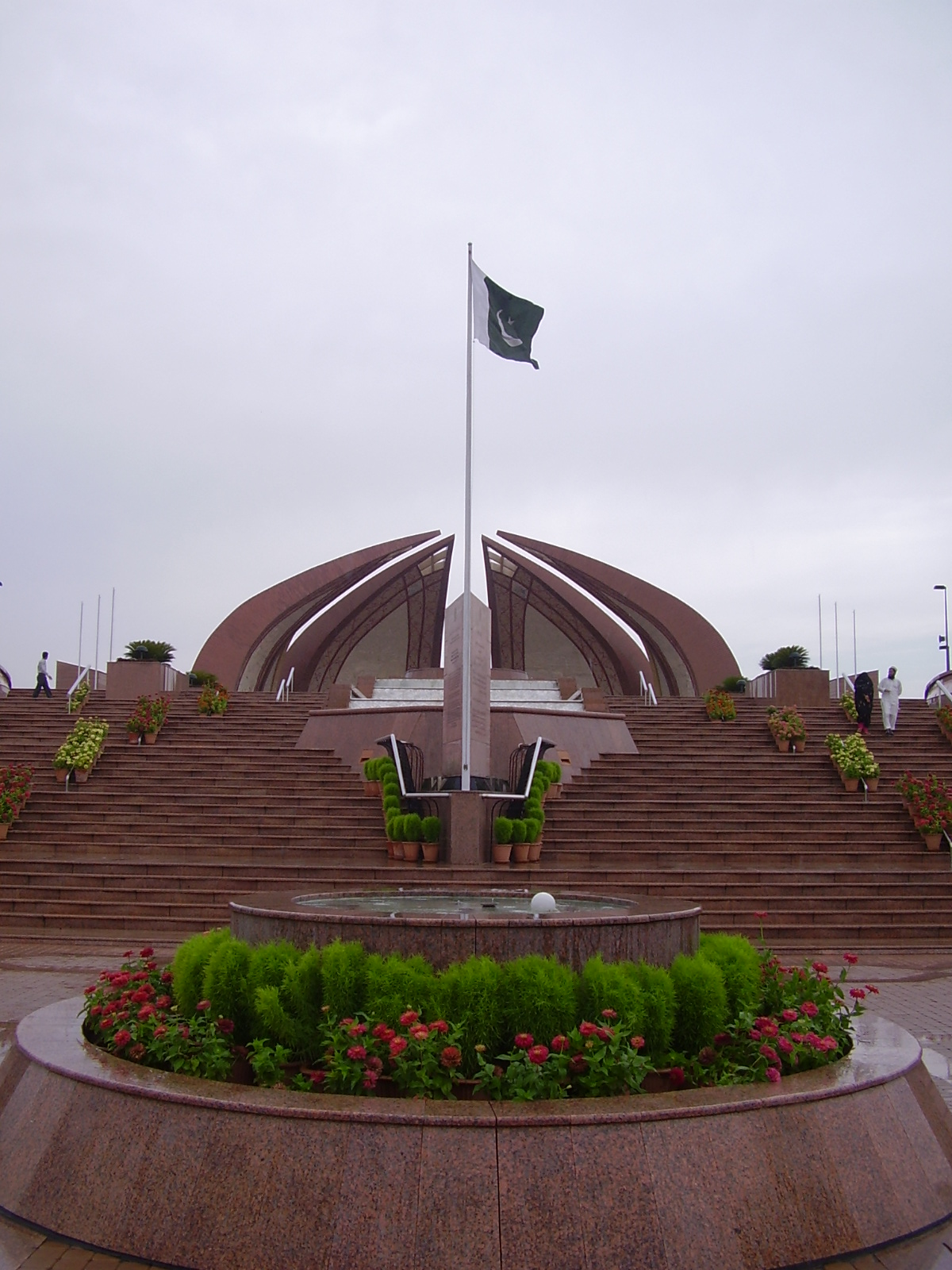
النصب التذكاري الوطني في إسلام آباد.